# Mohoidae
Mohoidae (лат.) — семейство птиц из отряда воробьинообразных, населявших Гавайские острова и вымерших в XX веке. Ранее виды этого семейства помещали в семейство медососовых (Meliphagidae), но исследование 2008 года показало, что они ближе к свиристелевым (Bombycillidae).
Представители семейства исчезли по трём причинам, связанным с деятельностью человека: уничтожение мест обитания, завоз хищников, несвойственных для фауны островов, и исчезновение кормовой базы из-за вытеснения местных видов интродуцированными растениями.

## Классификация
Международный союз орнитологов относит к семейству 2 рода и 5 видов:
- † Род Chaetoptila Gray, 1869
  - † Chaetoptila angustipluma (Peale, 1849) — Киоеа
- † Род Moho Lesson, 1830
  - † Moho apicalis Gould, 1861 — Мохо-оаху, или оахский мохо
  - † Moho bishopi (Rothschild, 1893) — Желтоухий мохо
  - † Moho braccatus Cassin, 1855 — Чешуегорлый мохо
  - † Moho nobilis (Merrem, 1786) — Благородный мохо

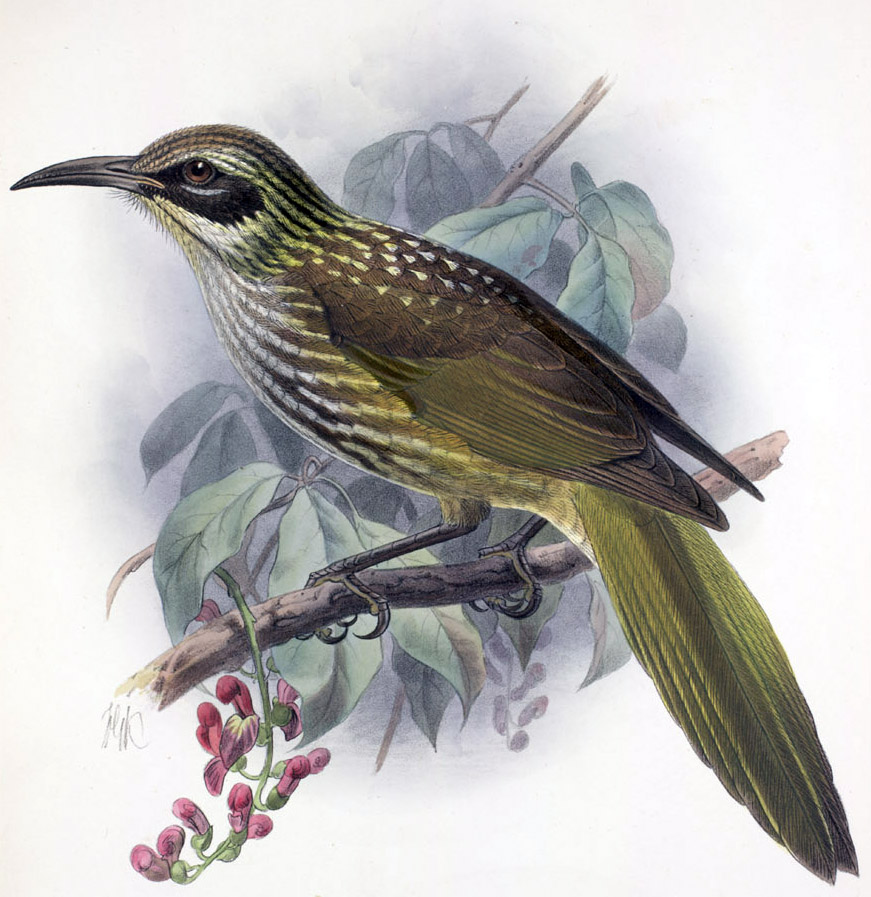
Chaetoptila angustipluma
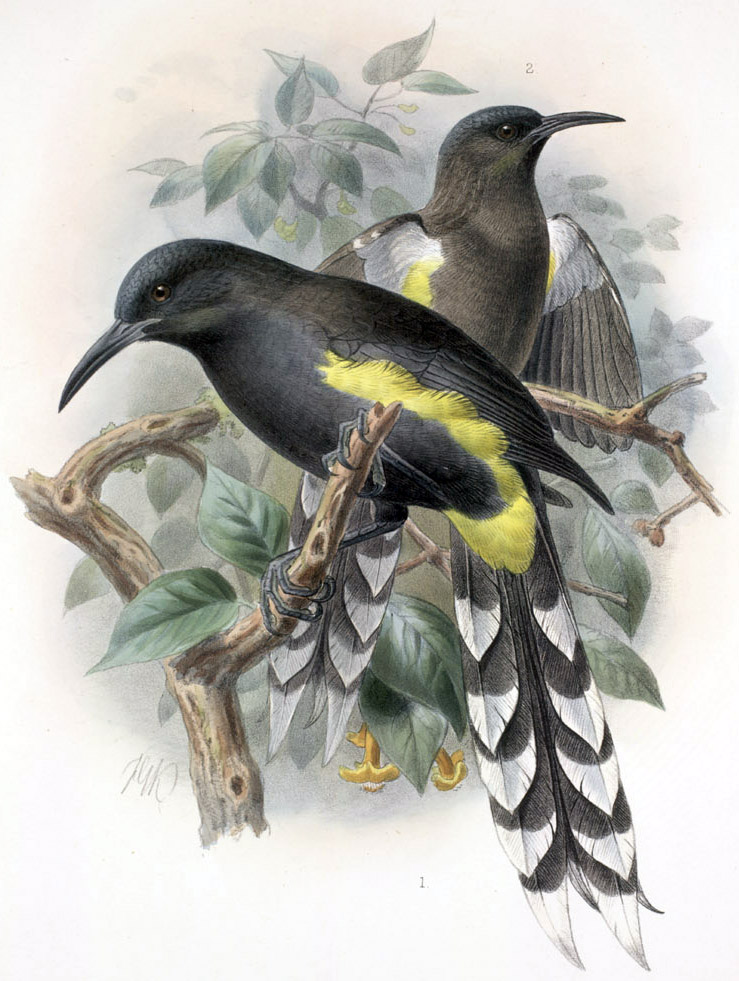
Moho apicalis
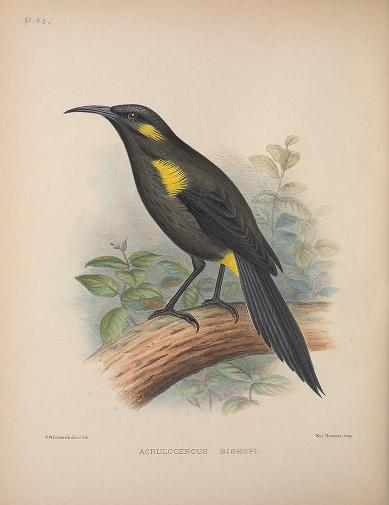
Moho bishopi
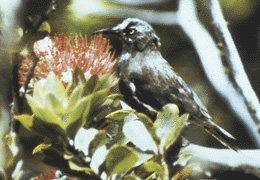
Moho braccatus
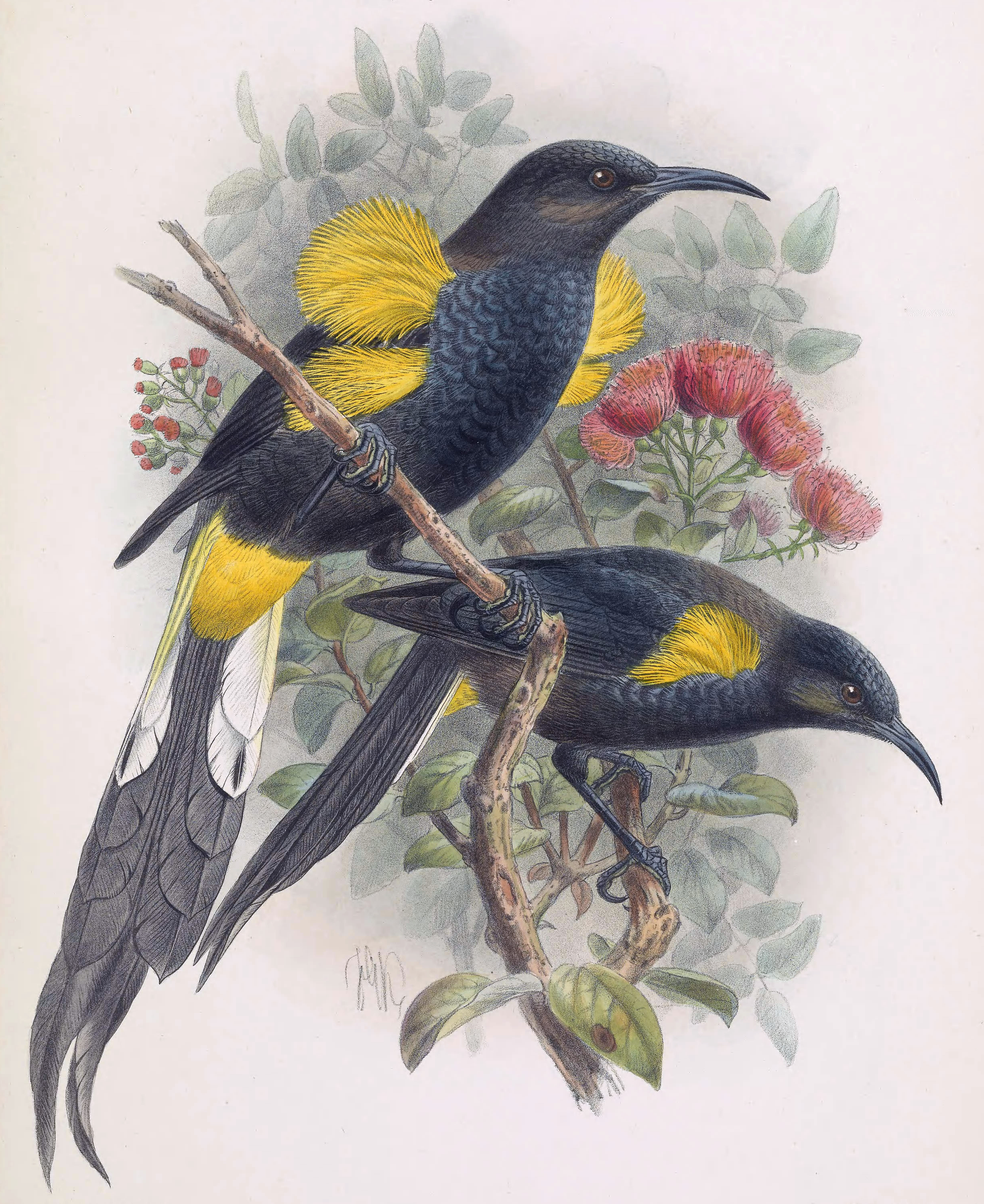
Moho nobilis